# Alexander Alexandrowitsch Suchow
Alexander Alexandrowitsch Suchow (russisch Александр Александрович Сухов; * 3. Januar 1986 in Moskau) ist ein russischer Fußballspieler.

## Karriere
Suchow begann seine Karriere beim FK Moskau. Im Juli 2005 spielte er im Cup erstmals für die Profis von Moskau. Im November 2006 debütierte er dann gegen Saturn Ramenskoje auch in der Premjer-Liga, es sollte allerdings sein einziger Ligaeinsatz für den Hauptstadtklub bleiben. Nach der Saison 2007 verließ er den FK. Nach einem Jahr ohne Klub schloss er sich zur Saison 2009 dem Zweitligisten Schinnik Jaroslawl an. In seiner ersten Spielzeit kam er zu acht Einsätzen in der Perwenstwo FNL. In der Saison 2010 verpasste er nur eine Partie gesperrt und absolvierte 37 Zweitligaspiele. In der Saison 2011/12 kam er zu 42 Zweitligaeinsätzen, in denen er drei Tore erzielte. In der Saison 2012/13 absolvierte der Verteidiger 27 Spiele.
Zur Saison 2013/14 schloss Suchow sich dem Ligakonkurrenten FK Ufa an. In seiner ersten Spielzeit in Ufa kam er zu 28 Einsätzen, mit dem Klub stieg er zu Saisonende in die Premjer-Liga auf. In der Saison 2014/15 absolvierte er 21 Spiele im Oberhaus. In der Saison 2015/16 spielte der Abwehrspieler 17, 2016/17 25 Mal. In der Saison 2017/18 kam er zu zehn Einsätzen, in der Spielzeit 2018/19 zu 14. In der Saison 2019/20 wurde er 28 Mal eingesetzt. Nach weiteren 14 Einsätzen 2020/21 und acht 2021/22 stieg Suchow mit Ufa nach acht Jahren 2022 wieder in die FNL ab.